# Међународна година кромпира
За Међународну годину кромпира Уједињене нације су прогласили 2008. годину. Уједињене нације су резолуцијом Генералне скупштине број A/RES/60/191 донете 22. децембра 2005. године. Резолуција препознаје да је кромпир (Solanum tuberosum (L.)) основна намирница у исхрани светске популације и позива Организацију хране и пољопривреде да у сарадњи са владама држава и осталим организацијама УН и других невладиних организација спроведе имплементацију Међународне године кромпира.
Међународни дан кромпира се по први пут одржао 30. маја 2024. године. Међународна дан кромпира има за улогу да подигне свест како је кромпир битан за исхрану људи широм света. Кромпир је битан за борбу против глади и сиромаштва. По Организацији за храну и пољопривреду, кромпир се изгаја у 159 државе света са 5000 сорти кромпира и са историјом узгајања од 8000 година.